# Moruya Heads
Moruya Heads är en ort i Australien. Den ligger i kommunen Eurobodalla och delstaten New South Wales, i den sydöstra delen av landet, omkring 250 kilometer sydväst om delstatshuvudstaden Sydney. Orten hade 1 125 invånare år 2021.